# Hometown (Pennsilvània)
Hometown és una concentració de població designada pel cens dels Estats Units a l'estat de Pennsilvània. Segons el cens del 2000 tenia 1.399 habitants.

## Demografia
Segons el cens del 2000, Hometown tenia 1.399 habitants, 575 habitatges, i 434 famílies. La densitat de població era de 272,8 habitants per quilòmetre quadrat.
Dels 575 habitatges en un 24,5% hi vivien nens de menys de 18 anys, en un 69% hi vivien parelles casades, en un 4,3% dones solteres, i en un 24,5% no eren unitats familiars. En el 22,8% dels habitatges hi vivien persones soles el 13,9% de les quals corresponia a persones de 65 anys o més que vivien soles. El nombre mitjà de persones vivint en cada habitatge era de 2,43 i el nombre mitjà de persones que vivien en cada família era de 2,85.
Per edats la població es repartia de la següent manera: un 19,4% tenia menys de 18 anys, un 4,4% entre 18 i 24, un 22,9% entre 25 i 44, un 31% de 45 a 60 i un 22,3% 65 anys o més.
L'edat mediana era de 47 anys. Per cada 100 dones de 18 o més anys hi havia 90,1 homes.
La renda mediana per habitatge era de 40.568 $ i la renda mediana per família de 50.242 $. Els homes tenien una renda mediana de 41.528 $ mentre que les dones 30.536 $. La renda per capita de la població era de 19.831 $. Entorn de l'1,6% de les famílies i el 4,5% de la població estaven per davall del llindar de pobresa.

## Poblacions més properes
El següent diagrama mostra les poblacions més properes.